# エスクロー・エージェント・ジャパン
株式会社エスクロー・エージェント・ジャパン（英: Escrow Agent Japan,Inc.は、東京都千代田区大手町に本社をおく企業。略称はEAJ。
司法書士・土地家屋調査士・行政書士・不動産鑑定士・一級建築士の士業専門家の合同事務所として創業後、士業専門家の高度化支援に始まり、金融機関・不動産事業者・建築事業者へビジネスサービスの領域を拡大。
取引における生産性・利便性・安全性向上のために専門業務に特化した革新的なビジネスプロセスアウトソーシング（BPO）を提供し、金融・不動産・建築・士業専門家の各事業者が抱える、業務効率化・生産性向上等の課題を解決している。
事業セグメントは、「金融ソリューション事業」、「不動産ソリューション事業」、「建築ソリューション事業」、「士業ソリューション事業」の４つにセグメント区分されおり、各分野における横断的な専門業務への対応が可能な専門性、複雑でアナログな専門業務のデジタル化により、非対面化、自動化を可能とするサービスの実装によるDX化、セキュアな環境下で大量業務処理を可能としたオペレーションセンターの運営など、オンリーワンで独自性のあるビジネスモデルを展開している。
加えて、子会社である株式会社エスクロー・エージェント・ジャパン信託では各種信託サービス・不動産オークションサービスを提供。株式会社中央グループでは測量・建築設計・開発に関するコンサルティングサービスを提供。株式会社サムポローニアでは登記申請や相続に関するソリューションを提供。株式会社New Dealでは不動産・金融に関する専門性の高い人財を活かした業務受託体制を提供。

## 沿革
1982年2月 本間英明が新潟市にて前身となる「本間英明登記許認可事務所」、2004年7月 株式会社アイディーユー総合事務所（2006年1月株式会社マザーズエスクローに商号変更）を設立、「不動産取引支援」を開始
2007年5月 東京都中央区日本橋にて株式会社エスクロー・エージェント・ジャパンを設立
2008年1月 株式会社マザーズエスクローを吸収合併
2010年7月 本社を東京都中央区八重洲に移転
2014年3月 東京証券取引所JASDAQ(スタンダード)に上場
2014年5月 東京都中央区に連結子会社株式会社エスクロー・エージェント・ジャパン・トラスト（現　株式会社エスクロー・エージェント・ジャパン信託）を設立
2016年2月 東京証券取引所本則市場第二部へ市場変更
2016年6月 東京証券取引所本則市場第一部に指定
2016年6月 本社を東京都千代田区大手町に移転
2017年9月 株式会社中央グループを株式取得により子会社化
2018年4月 株式会社ネグプランを株式交換により子会社化
2019年2月 株式会社中央グループが株式会社ネグプランを吸収合併
2022年4月 東京証券取引所プライム市場へ移行
2022年6月 東京都千代田区に連結子会社株式会社サムポローニアを設立
2023年10月 東京証券取引所スタンダード市場へ移行
2025年3月 東京都千代田区に連結子会社株式会社New Dealを設立